# Hjortens Udde
Hjortens Udde ist eine Halbinsel in Dalsland (Schweden), die östlich von Mellerud in den Vänern hineinragt.
Die östliche Fortsetzung dieser Halbinsel ist die Randmoräne von Hindens Rev, die sich teilweise unter Wasser durch den Vänern zieht und eine langgezogene Halbinsel südlich von Kållandsö bildet.